# Siewka złota
Siewka złota (Pluvialis apricaria) – gatunek średniej wielkości ptaka z rodziny sieweczkowatych (Charadriidae).

## Systematyka i zasięg występowania
Zwykle wyróżnia się dwa podgatunki, które zamieszkują:
- Pluvialis apricaria apricaria – Wyspy Brytyjskie, północno-zachodnie Niemcy, Danię, południową i środkową część Półwyspu Skandynawskiego i Finlandii oraz wschodnie wybrzeże Bałtyku. Populacja z Wysp Brytyjskich częściowo wędrowna[7]. Ptaki ze Skandynawii zimują w środkowej i południowej Europie oraz północnej Afryce.
- Pluvialis apricaria altifrons – środkowo-wschodnią Grenlandię, Islandię, Wyspy Owcze oraz Laponię i północno-wschodnią Europę po półwysep Tajmyr. Ptaki z Islandii zimują na Wyspach Brytyjskich, we Francji i na Półwyspie Iberyjskim. Ptaki z Tajmyru zimują na wybrzeżach Morza Kaspijskiego i Morza Śródziemnego.

Dawniej populację występującą od Wysp Brytyjskich po północne Niemcy zaliczano do podgatunku P. a. oreophilos.
Międzynarodowy Komitet Ornitologiczny (IOC) uznaje siewkę złotą za gatunek monotypowy.
W Polsce siewki złote gnieździły się w XIX wieku, obecnie regularnie pojawiają się na przelotach (III–V i VII–XII).
Najwyższe koncentracje uzyskują w obszarze Natura 2000 „Doliny Przysowy i Słudwi” – liczebność chwilowa do 11 tys. osobników.

## Morfologia
WyglądSamiec w szacie godowej ma wierzch ciała złotożółty, z ciemnymi cętkami. Spód ciała czarny. Kolor złoty od czarnego oddziela szeroki biały pas biegnący od głowy po tył ciała, gdzie najszerszy jest na pokrywach podogonowych, które są przez to całkowicie białe. Samica w szacie godowej podobna do samca, lecz czarny spód pokryty jest białymi plamkami. Obie płci w szacie spoczynkowej mają jasny spód. Szyja i pierś żółtawe, a pozostała część biała. U P. a. altifrons w szacie godowej czarna plama na spodzie ciała samca jest większa, zaś samica ma żółtawe poliki z ciemnymi plamkami.
Wymiary średniedługość ciała 26–29 cm
rozpiętość skrzydeł 67–76 cm
masa ciała 140–312 g

## Ekologia i zachowanie

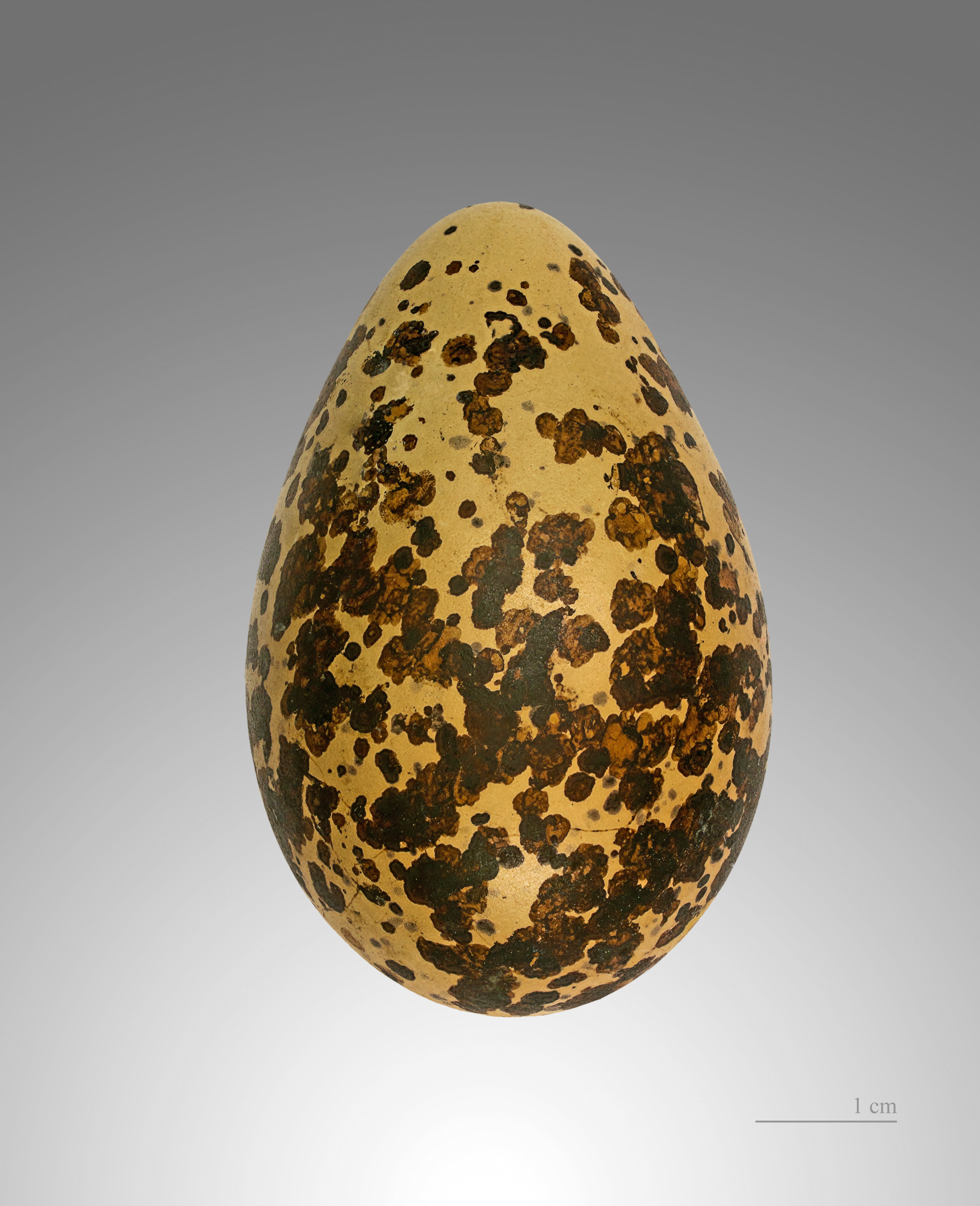
Jajo z kolekcji muzealnej

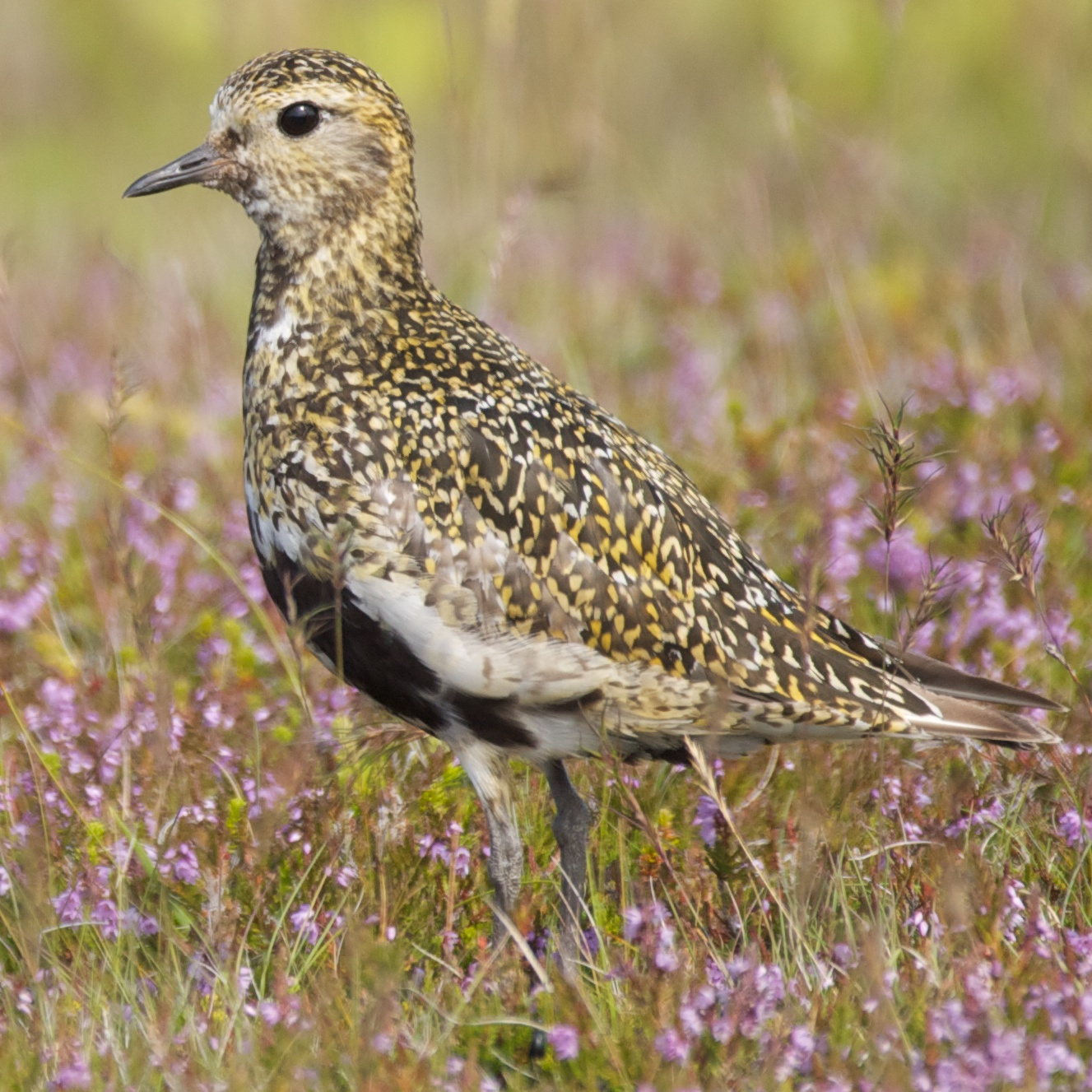

BiotopTundra, lasotundra, w strefie umiarkowanej bagna. Na zimowiskach pola uprawne, pastwiska i łąki.
GniazdoGniazduje samotnie (zagęszczenie 1–4 do 2–10 gniazd/km²). Gniazdo znajduje się na ziemi, na płaskim, otwartym, porośniętym roślinnością terenie. Stanowi je płytkie zagłębienie w ziemi wykonane przez samca i wyłożone mchem, liśćmi i łodygami.
JajaW ciągu roku wyprowadza jeden lęg, składając od końca marca do końca lipca 3–4 jaja.
WysiadywanieJaja wysiadywane są przez okres 27–31 dni przez obydwoje rodziców.
PożywienieOwady i inne bezkręgowce uzupełnione pokarmem roślinnym takim jak jagody, nasiona i trawa.

## Status i ochrona
Międzynarodowa Unia Ochrony Przyrody (IUCN) uznaje siewkę złotą za gatunek najmniejszej troski (LC – Least Concern) nieprzerwanie od 1988 roku. Liczebność populacji w 2015 roku szacowano na 1,3–1,75 miliona dorosłych osobników. Trend liczebności populacji uznawany jest za wzrostowy.
Na terenie Polski gatunek ten jest objęty ścisłą ochroną gatunkową.